# Xã Ash Hill, Quận Butler, Missouri
Xã Ash Hill (tiếng Anh: Ash Hill Township) là một xã thuộc quận Butler, tiểu bang Missouri, Hoa Kỳ. Năm 2010, dân số của xã này là 3.349 người.